# Jevgenij Steblov
Jevgenij Jurievitj Steblov (russisk: Евге́ний Ю́рьевич Стебло́в født 8. december 1945 i Moskva) er en sovjetisk og russisk film- og teaterskuespiller.
Steblov er uddannet på Boris Sjtjukin Teaterinstut. Steblovs første store rolle var i filmen Romance i Moskva fra 1963, hvor han spillede Sasja Sjatalov.
Steblov blev i 1993 hædret med titlen som Folkets kunstner i Rusland og er første viceformand for Teaterarbejdernes forening i Rusland.

## Udvalgt filmografi
- 1963 — Romance i Moskva som Sasja Sjatalov
- 1964 — Do svidanija, maltjiki! som Volodja
- 1968 — Urok literatury som Konstantin Mikhailovitj
- 1972 — Ukrosjjenije ognja as Innokenti Bashkirtsev
- 1976 — Kærlighedens slaver som skuespilleren Kanin
- 1980 — Oblomov - Verdens mest dovne mand som far
- 1981 — Prikljutjenija Sjerloka Kholmsa i doktora Vatsona: Sobaka Baskervilej som Dr. Mortimer
- 1982 — Ne khotju byt vzroslym som Dima
- 1985 — Rus iznatjalnaja
- 1985 — Ne khodite, devki, zamuzj som Andrej
- 1993 — Makarov
- 1999 — Uzjin v tjetyre ruki som Johann Sebastian Bach
- 2013 — Kin-dza-dza! som sælger af luftspejlinger